# Aharon Rokeach
Aharon Rokeach (ur. 19 grudnia 1880 w Bełzie, zm. 25 października 1957 w Tel Awiwie) – rabin, następca Issachara Dow Bera, cadyka bełskiego.

## Życiorys
Urodził się w rodzinie rabina Issachara Dow Ber Rokeacha i Bashy Ruchamy Twerskiej. Był pierwszym dzieckiem po 12 latach małżeństwa. Imię otrzymał po pradziadku swojej matki, rebie Aharonie z Czarnobyla. Aharon miał siostrę Chanę Rachel. Gdy miał 4 lata umarła mu matka. Jego dziadek, rebe Jehoszua Rokeach, drugi rebe Bełza, wziął chłopca pod swoje skrzydła i nadzorował jego rozwój duchowy. W miarę jak dorastał, większość dnia spędzał na nauce Tory, mało jadł i spał. Ukrywał też swoje osiągnięcia ze skromnością, która miała trwać przez całe życie.
Gdy osiągnął pełnoletność, ożenił się ze swoją kuzynką Malką, córką starszego brata jego ojca, Szmuela, Rava z Sokala. Po ślubie przez kilka lat mieszkał z teściem. Jego surowy reżim odosobnienia, deprywacji i ascezy spowodował, że został poważnie osłabiony, po czym jego lekarze zalecili całkowitą zmianę miejsca i wysłali go do uzdrowiska. Choć wracał do zdrowia w uzdrowisku Kreniec, nadal mało jadł, a chroniczny brak snu utrudniał mu szybkie wstawanie i szybkie chodzenie. Jednak w szabat stał wyprostowany, chodził szybko i z wyraźną przyjemnością brał udział w szabatowych posiłkach.
30 października 1926 roku w Bełzie zmarł ojciec Rokeacha, rebe Issachar Dow, 46-letni wówczas Aharon przyjął przywództwo na pogrzebie zorganizowanym po szabacie.
Prowadził spartańskie i samotne życie, Aharon okazał się ciepłym i troskliwym przywódcą. Z wielkim zainteresowaniem czytał każdy kwitełech i modlił się o zbawienie i powodzenie składającego petycję.  
Stanowisko cadyka bełskiego wiązało się z funkcją rabina miasteczka. Aharon, z braku czasu, nie wypełniał tych obowiązków. Gmina wyznaczyła dwóch zastępców, którzy konsultowali się z nim w trudnych kwestiach halachicznych.

### Okupacja
Podczas II wojny światowej bełscy chasydzi, zarówno w okupowanej przez Niemcow Europie, jak i poza nią, uważali ocalenie cadyka za swój główny cel. Przewieźli Aharona – który nalegał, aby towarzyszył mu jego przyrodni brat, rabin Mordechaj – z Bełza do Wiśnicza, następnie do getta bocheńskiego, następnie do getta krakowskiego, a następnie z powrotem do getta bocheńskiego, unikając łapanek Gestapo i deportacji.
Oficer węgierskiego wywiadu, zaprzyjaźniony z Żydami z Bełza, wywiózł braci z okupowanej Polski na Węgry. Bracia zostali przebrani za wysokich oficerów Armii Czerwonej, którzy dostali się do niewoli i byli przewożeni do Budapesztu na przesłuchanie. Po ośmiu miesiącach spędzonych na Węgrzech, Orient Expressem dostali się do Turcji, a stamtąd do Palestyny, gdzie dotarli w 1944 roku.
Obaj bracia podczas wojny stracili całe rodziny.  
Miał dziewięcioro dzieci. Kilka zmarło zaraz po porodzie. Córka Mirel zmarła w 1938 roku. Reszta rodziny została zamordowana przez nazistów podczas holocaustu.  

### W Izraelu
Resztę swojego życia Aharon poświęcił na odbudowie bełskiego chasydyzmu. Początkowo mieszkał w Tel Awiwie, gdzie otworzył pierwszą bełską Talmud Torę. Następnie przeniósł się do Jerozolimy. Tu otworzył bełską jesziwę.
W 1949 roku ożenił się z Chaną Labin-Pollack, córką rabina Jechiela Chaima Labina, rebego Makowa i wdową po rabinie Josefie Meirze Pollacku. Aharon z drugą żoną nie miał dzieci, ale wychowywał jej córkę i syna z poprzedniego małżeństwa. Również po śmierci brata wziął pod opiekę jego syna z drugiego małżeństwa.
Po doświadczeniach holocaustu, Rokeach zmienił spojrzenie i miał inkluzywne podejście do współczesnych i nieortodoksyjnych Żydów. Było to istotną zmianą w stosunku do jego przedwojennej praktyki obcowania prawie wyłącznie z innymi chasydami. Rokeach miał zwyczaj nigdy nie mówić o bełskich chasydach, którzy zginęli podczas wojny, zwłaszcza członków własnej rodziny.
Dla Rokeacha jedynym właściwym sposobem odpowiedzi na zniszczenie Bełza i chasydów oraz uczczenia pamięci zmarłych było budowanie nowych instytucji i powolne wychowywanie nowego pokolenia chasydów. Zadanie to kontynuował i w dużej mierze zrealizował jego siostrzeniec, obecny Rebe z Bełza.